# Heinrich Freyschmidt

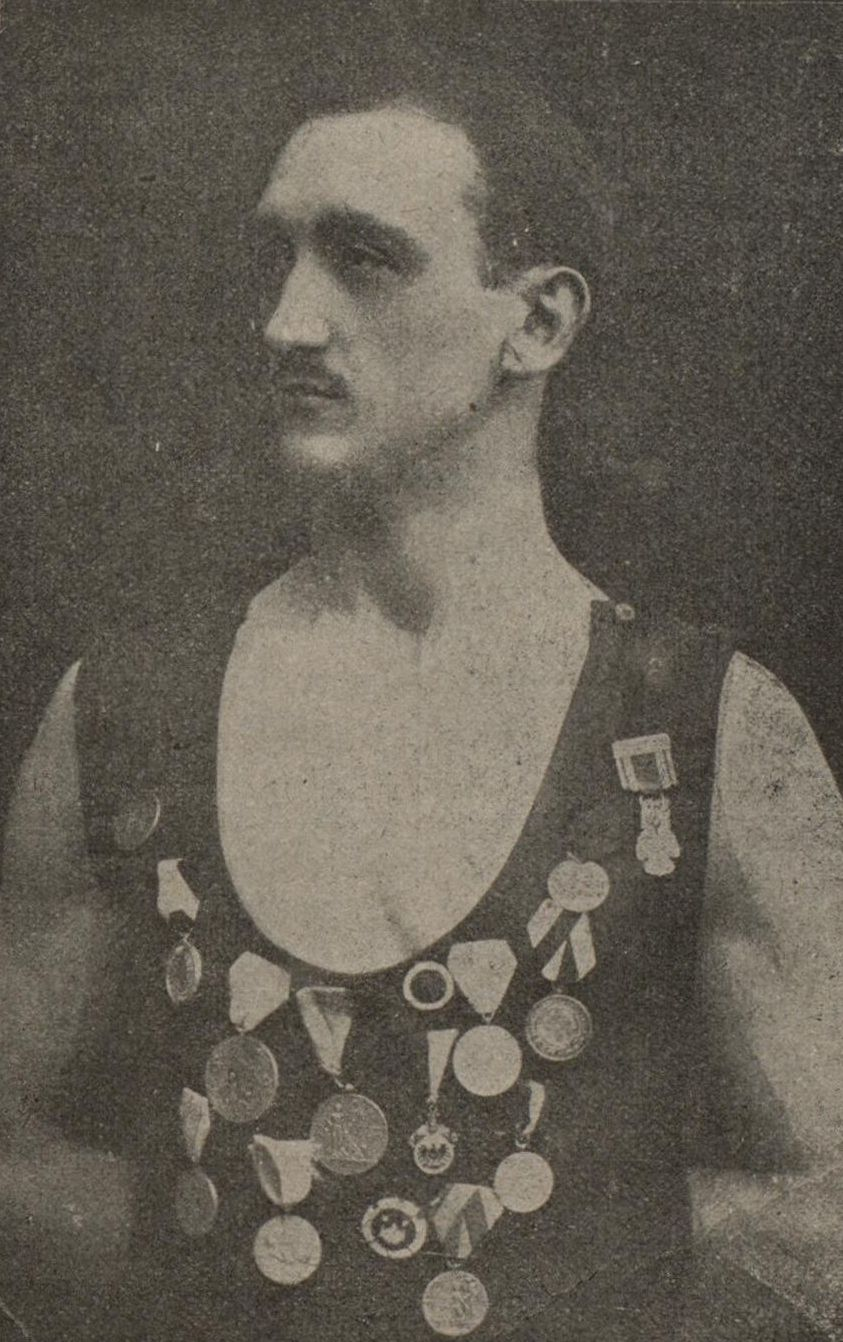
Heinrich Freyschmidt, um 1909

Heinrich Freyschmidt (* 20. Juli 1887 in Köln; † 20. Jahrhundert) war ein deutscher Wasserspringer. 
Freyschmidt nahm an den Olympischen Spielen 1908 in London teil. Er erreichte im Wettbewerb im Kunstspringen den 8. und im Wettbewerb im Turmspringen den 10. Platz.